# Szent Rókus-templom (Lisszabon)
A lisszaboni Szent Rókus-templom (portugálul: Igreja de São Roque) a város legfontosabb látványosságainak egyike a Bairro Alto nevű magaslati negyedben. A mánuel stílusú, szerény külsejű épületet az egyik középkori pestisjárvány után emelték az ugyancsak Szent Rókusról elnevezett dombon. Falait a tenger ihlette egzotikus elemek díszítik mudéjar és platereszk stílushatásokkal.
A templom az ország egyik leglátogatottabb látványossága, egyike Portugália hét csodájának. 1983 óta szerepel az UNESCO világörökség listáján.

## Története
A templomot I. Mánuel portugál király parancsára 1506-ban kezdték építeni egy korábbi kápolna helyén. Később a jezsuiták használták. 1566 és 1596 között Filippo Terzi neves olasz származású portugáliai építész dolgozott rajta. Az 1755-ös katasztrofális földrengés csak kisebb károkat okozott benne.

## Belső képe
Az épület és főleg a kétszintes kerengő gazdag barokk díszítésének jellegzetes elemei a oszlopokba és falakba vésett állatok, zöldségek, füzérek. Belső terét a késő gótikus boltozat, az ólomüveg ablakok és a karcsú oszlopok teszik látványossá. Számos kápolna falait nem festményekkel, hanem féldrágakövekből és drágakövekből (lapis lazuli, ametiszt) kirakott mozaikokkal, csempeképekkel, nemes, különleges márványfajtákkal ékítették, hogy a templomi gyertyák, mécsesek ne károsíthassák a díszítéseket. Egyik fő nevezetessége a Keresztelő Szent János-kápolna, amit Luigi Vanvitelli és Nicola Salvi, a Trevi-kút alkotója épített fel Rómában márványból és alabástromból. 1744-ben XIV. Benedek pápa a portugálok római Szent Antal-templomában megáldotta, majd szétszedték és hajón szállították Lisszabonba.
A csempék nagy része 16. századi – az 1755 előtti azulejók nagy többségét elpusztította a nagy földrengés, de a Szent Rókus-templom képei épen megmaradtak. A többnyire vallásos témájú képek között látható a névadó Szent Rókus, a pestisből gyógyulók védőszentjének ábrázolása is. A sekrestye falait is csempeképek borítják.

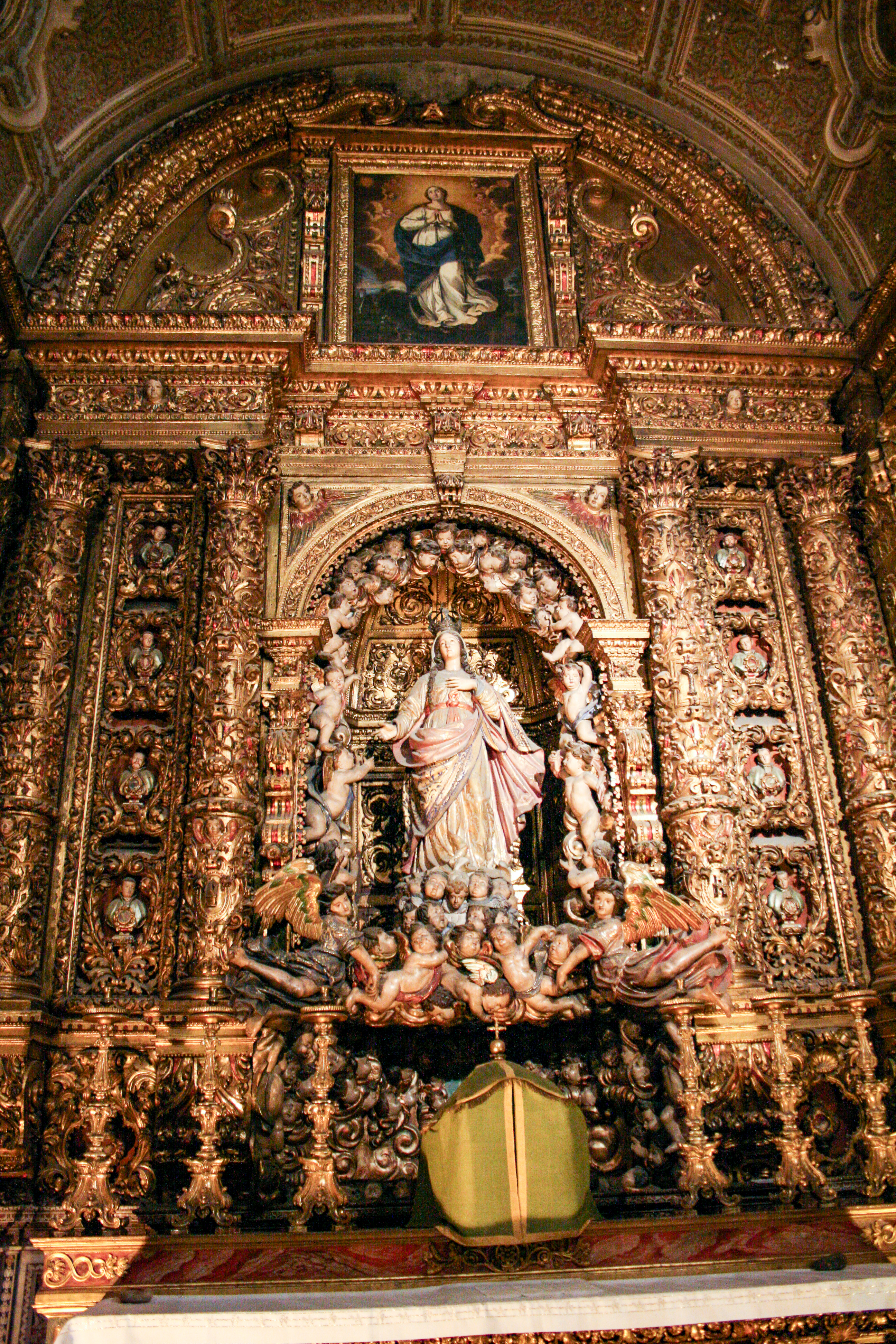
Oltáriszentség-kápolna
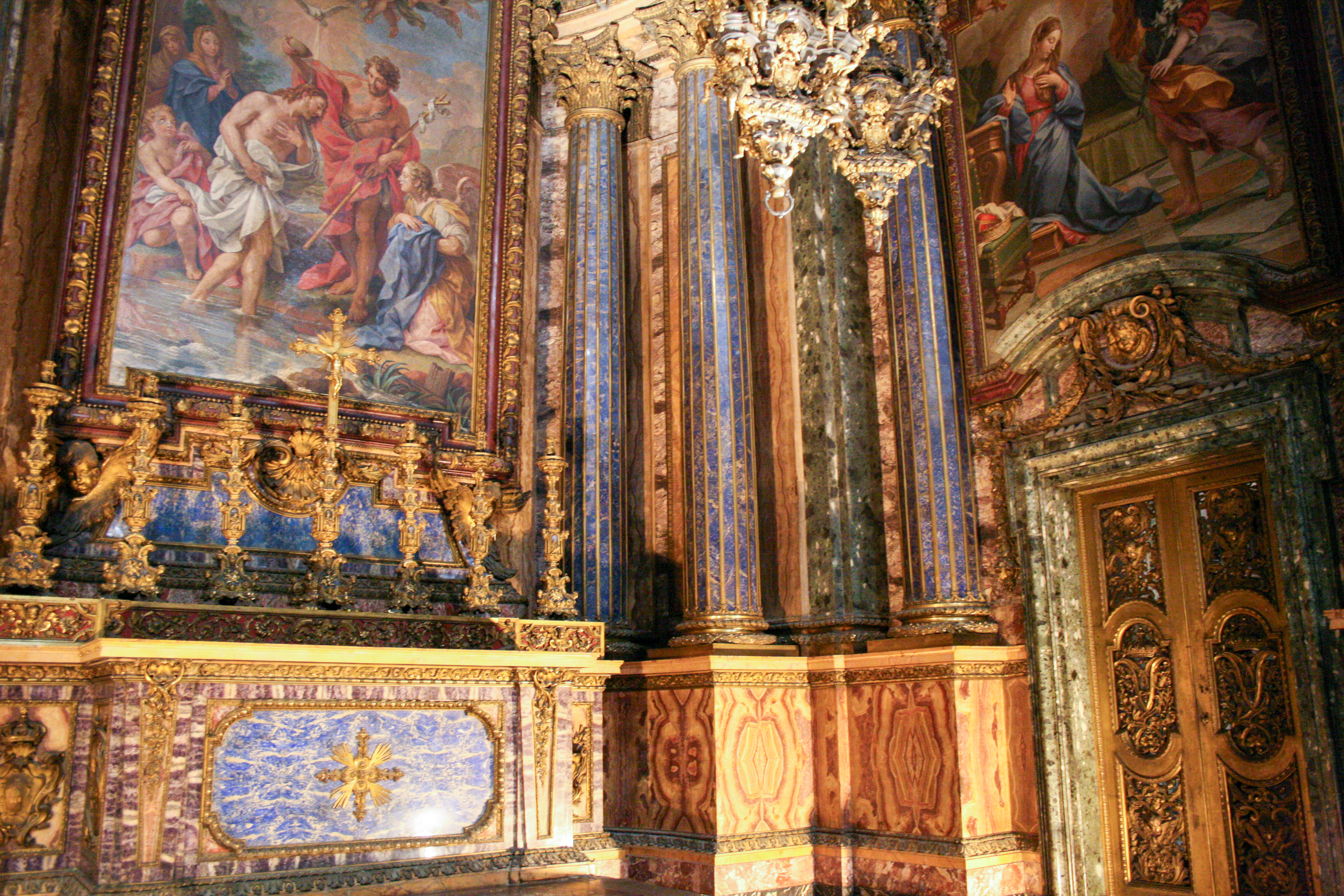
A Keresztelő Szent János-kápolna részlete
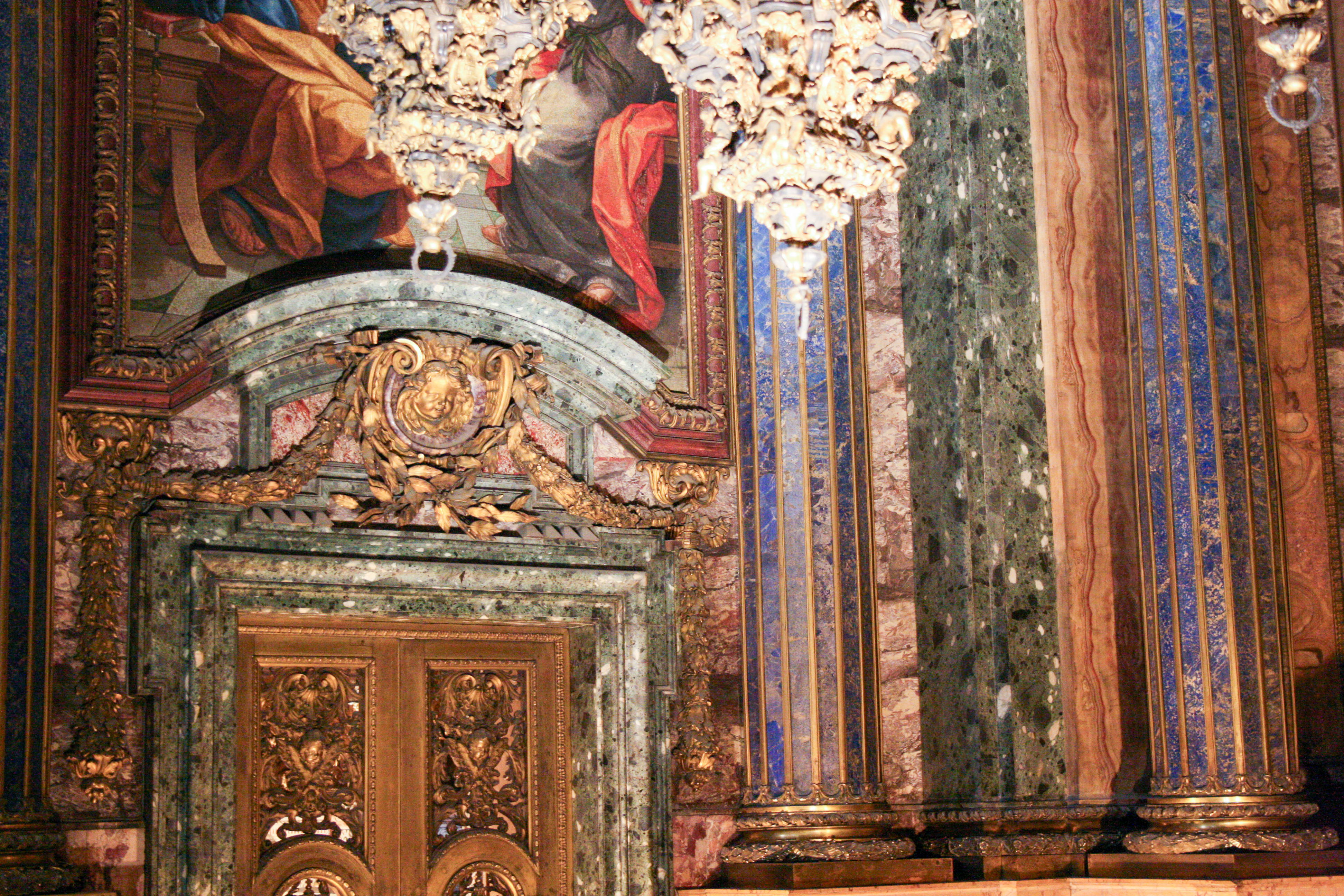
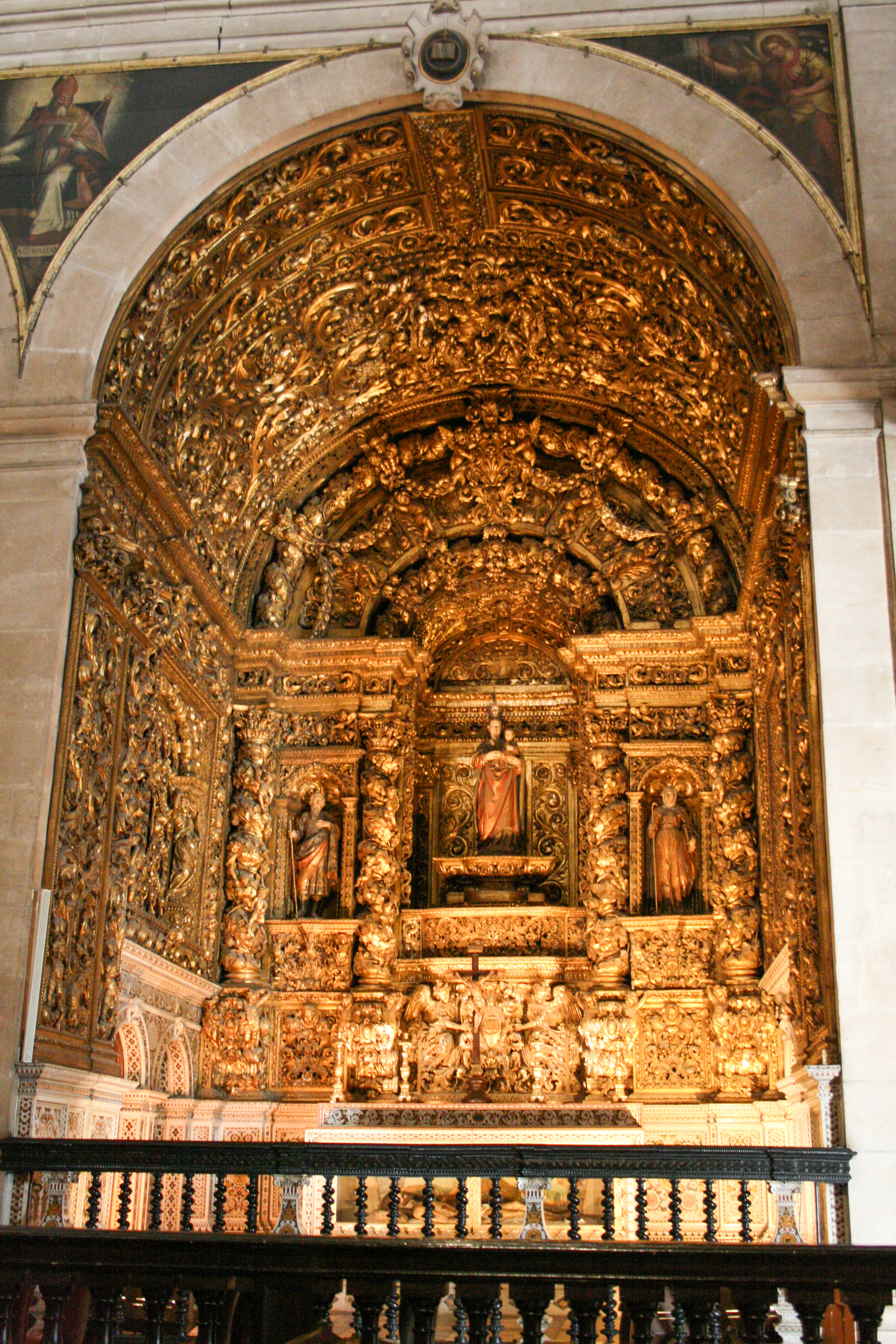
Szent Anna tanítja a gyermek Szűz Máriát